# Евсевий (Дудка)
Митрополит Евсевий (в миру Иван Иванович Дудка, укр. Іван Іванович Дудка; 4 апреля 1964, Баламутовка, Черновицкая область) — архиерей Украинской православной церкви, митрополит Шепетовский и Славутский.

## Биография
Родился 4 апреля 1964 года в селе Баламутовке Заставновского района Черновицкой области в крестьянской семье.
В 1981 году окончил общеобразовательную школу и работал на стройке.
В 1982—1984 годах проходил срочную службу в Советской Армии.
В 1985 году поступил в Московскую духовную семинарию. На втором курсе обучения был зачислен в число братии Свято-Троицкой Сергиевой лавры.
18 сентября 1986 года наместником лавры архимандритом Алексием (Кутеповым) пострижен в монашество с наречением имени Евсевий.
В том же году в городе Владимире архиепископом Владимирским и Суздальским Серапионом (Фадеевым) рукоположён в сан иеродиакона.
В 1988 году епископом Владимирским и Суздальским Валентином (Мищуком) рукоположён в сан иеромонаха.
В мае 1989 года, по окончании курса семинарии, Учебным Комитетом при Священном Синоде Русской Православной церкви направлен в Успенскую Почаевскую лавру.
В 1992 году перешёл в клир Черновицкой и Буковинской епархии.
8 декабря 1992 года был назначен наместником Иоанно-Богословского Крещатикского монастыря села Крещатик Заставновского района Черновицкой области.
В 1993 году епископом Черновицким и Буковинским Онуфрием (Березовским) возведён в сан игумена, а в 1994 году — в сан архимандрита.
В 2006 году окончил богословско-педагогический факультет Черновицкого Православного богословского института и получил квалификацию магистра, защитив работу «Развитие духовного образования в Украине в конце XIX начале XX в.».

### Архиерейство
16 сентября 2014 года решением Священного синода Украинской Православной Церкви Московского Патриархата был освобожден от исполнения обязанностей наместника Иоанно-Богословского Крещатикского монастыря и назначен епископом Хотинским, викарием Черновицкой епархии, вместо назначенного правящим архиереем Черновицкой и Буковинской епархии архиепископа Мелетия.
27 сентября 2014 года в Свято-Духовском соборе города Черновцы митрополит Киевский Онуфрий (Березовский) после всенощного бдения возглавил чин наречения архимандрита Евсевия во епископа Хотинского.
28 сентября в Свято-Духовском кафедральном соборе города Черновцы состоялась его епископская хиротония, которую совершили митрополит Киевский и всея Украины Онуфрий, митрополит Каменец-Подольский и Городокский Феодор (Гаюн), митрополит Тернопольский и Кременецкий Сергий (Генсицкий), митрополит Почаевский Владимир (Мороз), архиепископ Могилёв-Подольский и Шаргородский Агапит (Бевцик), архиепископ Черновицкий и Буковинский Мелетий (Егоренко), архиепископ Ивано-Франковский и Коломыйский Пантелеимон (Луговой), епископ Банченский Лонгин (Жар).
29 января 2016 года решением Священного синода УПЦ назначен епископом Шепетовским и Славутским.
17 августа 2020 года на площади перед Успенским собором Свято-Успенской Киево-Печерской Лавры митрополитом Киевским и всея Украины Онуфрием был возведён в достоинство архиепископа.
5 ноября 2022 года в храме в честь мученика Ореста и преподобного Онуфрия Великого в Черновцах митрополитом Киевским и всея Украины Онуфрием (Березовским) был возведён в достоинство митрополита